# Українська енергетична біржа
ТОВ «Українська енергетична біржа» (ТОВ «УЕБ») — створена з метою організації та проведення біржових торгів енергоресурсами. Біржа є відкритим торговим електронним майданчиком, де на основі попиту та пропозиції учасників торгів формуються справедливі ринкові ціни і на їх основі проводяться розрахунки. Біржа допомагає учасникам ринку мінімізувати свої фінансові та виробничі ризики, пов'язані з енергозабезпеченням. Українська енергетична біржа є лідером біржової торгівлі в Україні і єдиною централізованою платформою, де зосереджена найбільша ліквідність та торгівля всіма видами енергоресурсів.

## Місія
Місія діяльності — створення надійних, прозорих та ефективних технологій та інструментів  торгівлі енергоносіями на внутрішньому та для зовнішніх ринків України з урахуванням специфіки та особливостей функціонування енергетичних ринків та завдань і кроків з їх лібералізації.

## Сфери діяльності

### Біржові торги енергоресурсами
- Торги природним газом
- Торги нафтопродуктами
- Торги та аукціони з продажу скрапленого газу
- Торги нафтою та газовим конденсатом
- Торги вугільною продукцією
- Торги добривами
- Торги сировиною та іншою продукцією
- Аукціони з купівлі-продажу електричної енергії

### Торги необробленою деревиною
«Українська енергетична біржа» проводить торги з реалізації необробленої деревини та пиломатеріалів лісовими господарствами України з використанням спеціалізованої електронної торгової системи.

### Електронний торговий майданчик ProZorro.Продажі
«Українська енергетична біржа» є акредитованим майданчиком ProZorro.Продажі. Аукціони у системі ProZorro.Продажі проводяться за такими напрямками:
- Автомобілі
- Оренда нерухомості
- Продаж нерухомості
- Мала приватизація
- Металобрухт
- Оренда вагонів
- Деревина
- Комерційні торги
- Користування надрами
- Права вимоги за кредитами
- Майно банкрутів

Станом на кінець 2019 року електронний майданчик Української енергетичної біржі займає 1 місце серед майданчиків ProZorro.Продажі за результатами продажів.

## Учасники
У торгах беруть участь компанії міжнародного рівня, великі світові трейдери та вітчизняні державні підприємства, зокрема, MET Group, JKX Oil & Gas plc (ПГНК), АТ «Укргазвидобування», ПАТ «Укртатнафта», ТОВ «ГПК Нафтогаз Трейдинг», ПАТ «Укрнафта»,  АТ «Укртранснафта», ПАТ «Центренерго», група компаній ДТЕК, ДП «Укрспирт», ВП «Енергоатом-Трейдинг» ДП «НАЕК Енергоатом», ДП «Калуська ТЕЦ-НОВА», ПрАТ «Укргідроенерго», ДП «Гарантований покупець» та інші.  Кількість учасників торгів різними видами енергоресурсів становить більше 1100, електроенергією - більше 400 компаній. Кількість клієнтів за напрямком «Необроблена деревина» - більше 4 тис. компаній.

## Керівництво
Олексій Дубовський — Голова біржового комітету.
Олександр Коваленко — Генеральний директор.
Інна Щербина — Заступник Голови Біржового комітету.

## Членство в асоціаціях
З метою наближення біржової торгівлі енергоносіями в Україні до європейських стандартів, налагодженню міжнародного співробітництва з енергетичними товарними біржами Європи і підвищення розуміння законодавства та інших документів, що регулюють товарно-сировинні ринки Європейського Союзу Українська енергетична біржа є учасником всеукраїнських та європейських асоціацій.
Європейська бізнес асоціація (ЄБА)
Асоціації «Біржові та електронні майданчики»
Асоціація Європейських Енергетичних Бірж Europex

## Участь у робочих групах
Представники біржі брали участь у розробці положень проектів Законів України «Про ринок вугільної продукції» та «Про ринок електричної енергії», Кодексу ГТС. Керівників біржі включено до складу низки робочих груп, зокрема: 1) до складу Робочої групи при Міністерстві енергетики з розробки проектів нормативно-правових актів щодо забезпечення торгівлі природним газом на біржах; 2) до складу Робочої групи з питань лібералізації ринку вугілля, створеної за дорученням Прем’єр-міністра України В. Гройсмана; 3) до складу робочих груп при АМКУ - з питань створення системи комплексного моніторингу ринку нафти та нафтопродуктів, шляхів вирішення проблемних питань, що стримують формування конкурентних відносин на ринках електроенергії та вугілля; 4) до складу Робочої групи при Міністерстві енергетики з питань функціонування ринку нафтопродуктів;  5) до складу робочих груп при Міністерстві економіки з розроблення методики визначення ринкового індикативу ціни на природний газ та нафтопродукти на основі біржових котирувань для використання під час проведення публічних закупівель та ін.
Також співробітники біржі брали участь в низці робочих груп, спрямованих на розвиток енергетичних ринків та ринків деривативів, зокрема: 1) співпрацювали з НКЦПФР та міжнародними проектами (Frankfurt School of Finance & Management gGmbH, Baringa LLC) і ЄБРР щодо створення в Україні газової біржі та функціонування і регулювання енергетичних бірж в Україні, клірингово-розрахункової інфраструктури на правових засадах, що відповідають європейській практиці; 2) в робочих групах з розробки проекту Закону України «Про внесення змін до деяких законодавчих актів України щодо спрощення залучення інвестицій та запровадження нових фінансових інструментів».

## Визнання на законодавчому рівні
Відповідно до Наказу Міністерства енергетики № 270 «Про призначення організатора електронного аукціону з продажу електричної енергії за двосторонніми договорами» від 21 червня 2019 року та за результатами конкурсного відбору організаторів електронних аукціонів з продажу електричної енергії за двосторонніми договорами, оголошеними у вересні 2019 року, УЕБ проводить аукціони з продажу електроенергії за двосторонніми договорами.
Міністерство економіки надало роз’яснення (лист № 3304-04/54265-06 від 11.12.2018) щодо уточнення ціни природного газу та роз’яснення (лист № 3304-04/698-06 від 08.01.2020) щодо уточнення ціни нафтопродуктів під час перегляду ціни в публічних закупівлях відповідно до рівня біржових котирувань УЕБ.
Відповідно до постанови Кабінету Міністрів України № 485 від 05 червня 2019 року «Про внесення змін до постанови КМУ від 3.04.2019 р. № 293» (Положення про ПСО) котирування УЕБ у 2019 році враховувались при визначенні ціни газу для населення.
УЕБ визначено переможцем конкурсу та  уповноваженою проводити електронні біржові торги з купівлі-продажу вугільної продукції відповідно до наказу Міністерства економіки від 19.06.2012 № 723 та Розпорядження КМУ від 26 жовтня 2011 р. N 1070-р «Про схвалення Концепції переходу на біржову форму продажу вугілля».
Відповідно до Постанови № 570 від 16.10.2014 року АТ «Укргазвидобування» на підставі конкурсного відбору визначило УЕБ уповноваженою біржею для організації торгів скрапленим газом.

## Співпраця з державними компаніями
У березні 2020 року УЕБ спільно з державним підприємством «Оператор ринку» уклали меморандум про співпрацю. Компанії будуть разом працювати над розвитком інструментів строкового енергетичного ринку.